# Marian Spychalski
Marian Spychalski, né le 6 décembre 1906 à Łódź et mort le 7 juin 1980 à Varsovie, est un militaire et homme d'État polonais. Il est le chef d'État de la République populaire de Pologne, en tant que président du Conseil d'État (présidence collective) de 1968 à 1970, période où Gomulka est le chef du Parti ouvrier unifié polonais, détenteur de la réalité du pouvoir exécutif.